# Eiichi Ohtaki
Eiichi Ohtaki (大瀧 榮一?, Ohtaki Eiichi; Distretto di Esashi, 28 luglio 1947 – Mizuho, 30 dicembre 2013) è stato un cantautore e produttore discografico giapponese.
Dapprima membro del gruppo musicale Happy End, raggiunse una certa notorietà grazie alla sua carriera da solista, iniziata nel 1972. Nel 2003, Ohtaki venne inserito da HMV Japan al nono posto della classifica dei 100 artisti più culturalmente importanti della musica popolare giapponese. Patrick Macias lo comparò a Phil Spector, Brian Wilson, George Martin e Joe Meek "sintetizzati in un solo essere umano" e considerò il suo operato come "un'enciclopedia di tutto ciò che c'è stato di grande nella musica pop del XX secolo." Il suo album A Long Vacation fu il più venduto degli anni ottanta e per Federico Romagnoli di Ondarock fu “un disco che per impatto sulla cultura giapponese può essere equiparato a ciò che significò per quella italiana La voce del padrone di Battiato."
Ohtaki usò tre differenti kanji per scrivere il suo nome, tutti mantenendo la stessa pronuncia. Nato Eiichi Ohtaki (大瀧 榮一?, Ōtaki Eiichi), usò poi 大瀧 詠一? per i crediti da compositore e 大滝 詠一? per i crediti da cantante.

## Discografia
- Ohtaki Eiichi (大瀧詠一?) (King/Bellwood, 1972)
- Niagara Moon (Elec/Niagara, 1975)
- Go! Go! Niagara (Nippon Columbia/Niagara, 1976)
- Niagara Calendar (Nippon Columbia/Niagara, 1977)
- Let's Ondo Again (Nippon Columbia/Niagara, 1978) – accreditato come Niagara Fallin' Stars
- A Long Vacation (Sony/Niagara, 1981)
- Each Time (Sony/Niagara, 1984)
- Debut Again (Sony/Niagara, 2016)
- Happy Ending (Sony/Niagara, 2020)

Niagara Triangle
- Niagara Triangle Vol. 1 (1976) – con Tatsuro Yamashita e Ginji Ito
- Niagara Triangle Vol. 2 (1982) – con Motoharu Sano e Masamichi Sugi